# Carrollton (Kentucky)
Carrollton város az USA Kentucky államában. Lakosainak száma 3890 fő (2020. április 1.).

## Népesség
A település népességének változása:

| 2010 | 3 938 |
| 2020 | 3 890 |